# Décès en juillet 1964
Décès
- 1960
- 1961
- 1962
- 1963
- 1964
- 1965
- 1966
- 1967
- 1968

Pour une information complémentaire, voir la page d'aide.

| Date       | Nom          | Pays                   | Activités                                         | Âge | Source |
| ---------- | ------------ | ---------------------- | ------------------------------------------------- | --- | ------ |
| 16 juillet | Alfred Junge | Drapeau de l'Allemagne | Chef décorateur et directeur artistique allemand. | 78  |        |